# Nolléval
Nolléval – miejscowość i gmina we Francji, w regionie Normandia, w departamencie Sekwana Nadmorska.
Według danych na rok 1990 gminę zamieszkiwało 335 osób, a gęstość zaludnienia wynosiła 34 osoby/km² (wśród 1421 gmin Górnej Normandii Nolléval plasuje się na 580. miejscu pod względem liczby ludności, natomiast pod względem powierzchni na miejscu 360.).